# Януш Кулаґа
Януш Кулаґа (пол. Janusz Kułaga, нар. 28 липня 1983, Польща) — відомий польський стронгмен. Переможець змагання за звання Найсильнішої Людини Польщі. Також представляв Польщу на змаганні Найсильніша Людина Світу в Південній Африці.

## Власні скутки
- Присідання - 300 кг
- Вивага лежачи - 230 кг
- Мертве зведення - 420 кг